# سیارک ۲۵۹۲۷
سیارک ۲۵۹۲۷ (به انگلیسی: 25927 Jagandelman، نامگذاری:2001DE51)۲۵۹۲۷مین سیارک کشف شده‌است که در ۱۶ فوریه ۲۰۰۱ کشف شد.